# マッケイラ・マロニー

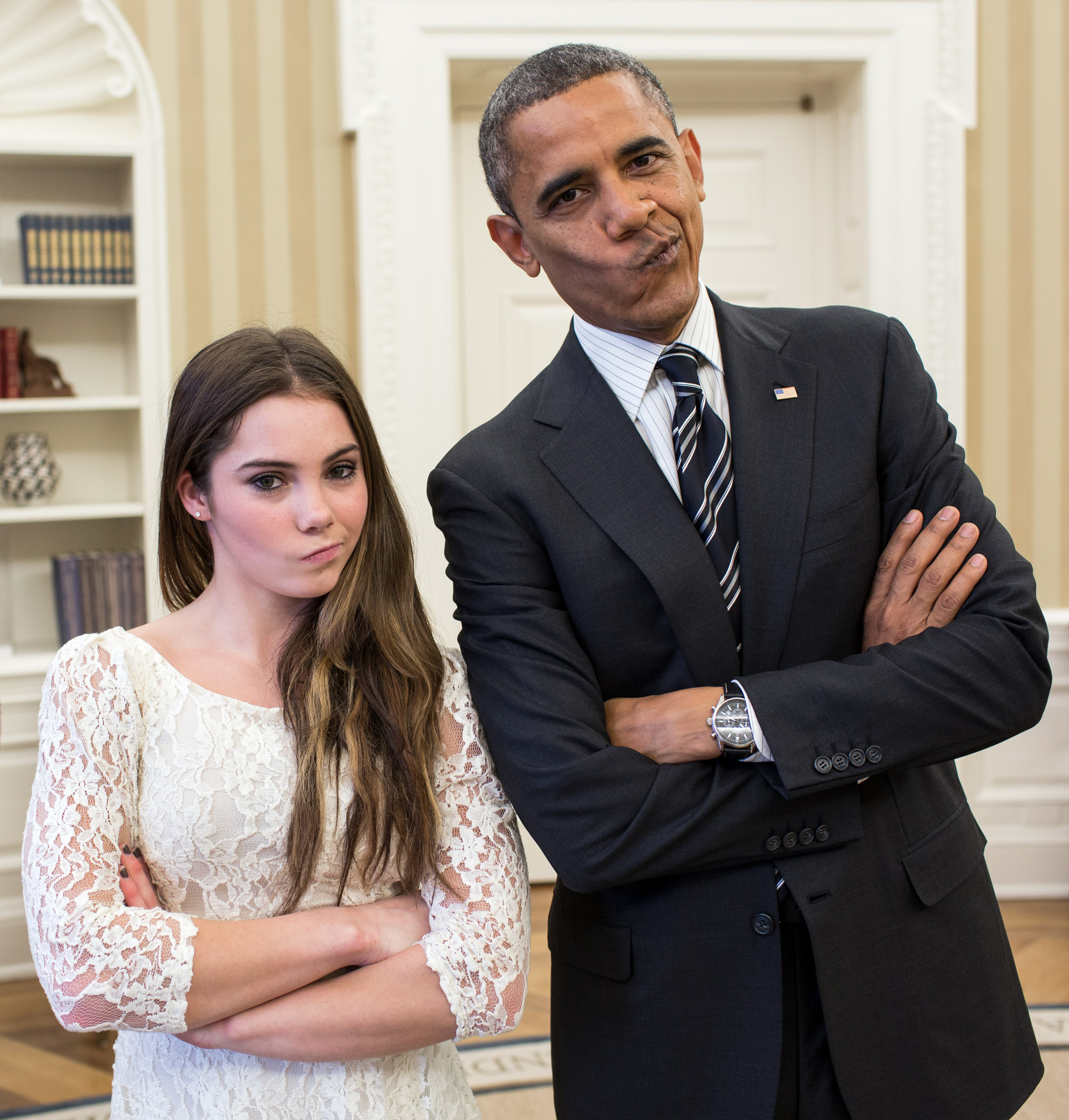
2012年にホワイトハウスにて、オバマとともに「不満顔」でポーズ

マッケイラ・マロニー（McKayla Maroney、1995年12月9日  - ）は、アメリカ合衆国の体操選手。銀メダルに終わったロンドンオリンピックの表彰式で「不満顔」を見せたことで一躍有名になった。

## 経歴
カリフォルニア州アリソ・ビエホにてアイルランド系カトリックの流れを汲む家庭で生まれる。父親マイクはパデュー大学のアメリカンフットボールのクォーターバック、母親エリンはフィギュアスケートや高校のスポーツに関わっていた。2人の兄弟がいる。2歳の頃より体操選手としての教育を受ける。9歳のとき、カリフォルニア州コスタメサにあるジム・マックスに移った。2010年からカリフォルニア州ロサンゼルスの全オリンピア体操センターで訓練を受ける。2011年、アメリカ合衆国代表として東京で開催された2011年世界体操競技選手権に出場、跳馬と団体総合でそれぞれ1位となって、金メダル2個を獲得する。2012年夏、ロンドンオリンピックに出場して、団体総合で金メダル、跳馬で銀メダルを獲得した。
2014年8月31日に発生した2014年iCloudからの著名人プライベート写真大量流出事件ではリークされた一人として名前が挙げられた。マロニーは自身のTwitterで写真が偽物であると主張している。ところが、その後に彼女の弁護士は18歳の誕生日を迎える前に撮影されたので児童ポルノに該当するとして、ポルノサイトに彼女の画像を削除するように要求した。

## テレビドラマ
| 年              | 作品                                                            | 役名     | 備考 |
| --------------- | --------------------------------------------------------------- | -------- | ---- |
| 2012年 – 2013年 | ハート・オブ・ディクシー ドクターハートの診療日記 Hart of Dixie | トーニャ |      |
| 2013年          | Bones                                                           | エリー   |      |